# Wenecja (film)
Wenecja – polski dramat obyczajowy z 2010 roku w reżyserii i według scenariusza Jana Jakuba Kolskiego, na motywach opowiadania Sezon w Wenecji Włodzimierza Odojewskiego.

## Opis fabuły
Polska, 1939 rok. Marek marzy o wyjeździe do Wenecji – miasta, do którego jego rodzina jeździ co rok. Zna na pamięć nazwy najważniejszych ulic i placów, a także zabytków. Wierzy, że w tym roku wreszcie zobaczy je na własne oczy. Zamiast tego rodzice zawożą go na wakacje do ciotki Weroniki, z trudem utrzymującej pałacyk w Zaleszczykach nad Dniestrem. Wkrótce później wybucha wojna i na miejsce zjeżdża się reszta rodziny - głównie kobiety, gdyż mężczyźni ruszają na front. Dzieci próbują zorganizować sobie jakoś czas. Ponieważ woda zalewa piwnicę, budują tam małą Wenecję.

## Obsada
- Marcin Walewski – Marek
- Magdalena Cielecka – Joanna, matka Marka
- Mariusz Bonaszewski – Roman, ojciec Marka
- Agnieszka Grochowska – Barbara, siostra Joanny
- Eryk Lubos – nauczyciel Bagiński
- Teresa Budzisz-Krzyżanowska – babcia Marka
- Grażyna Błęcka-Kolska – Weronika, siostra Joanny
- Julia Kijowska – Klaudyna
- Julia Chatys – Karolina, córka Klaudyny
- Hanna Kuźmińska – Zuzia
- Weronika Asińska – Frosia
- Filip Piotrowicz – Wiktor, brat Marka
- Jakub Kotyński – adiutant von Rasmusa
- Marek Cichucki – rotmistrz
- Krzysztof Wach – pilot junkersa
- Marcin Korcz – niemiecki oświetlacz
- Bohdan Świderski(inne języki) – oficer niemiecki von Rasmus

## Lokacje
- Orneta
- Jegławki
- Bartoszyce
- Warszawa (Zakłady Przemysłu Ciągnikowego „Ursus”)